# Mittelmeerspiele 2018/Rudern
Die Wettbewerbe im Rudern der Mittelmeerspiele 2018 fanden vom 23. bis zum 29. Juni 2018 auf dem Canal Olímpic de Catalunya in Castelldefels, Spanien statt.

## Ergebnisse Männer

### Einer M1x
| Platz | Athlet             | Land |
| ----- | ------------------ | ---- |
| 1     | Luca Rambaldi      | ITA  |
| 2     | Marko Marjanović   | SRB  |
| 3     | Spyridon Kalentzis | GRE  |

Finale: 30. Juni 2018

### Doppelzweier M2x
| Platz | Athlet                               | Land |
| ----- | ------------------------------------ | ---- |
| 1     | Stefanos Douskos Christos Stergiakas | GRE  |
| 2     | Miha Aljančič Nik Krebs              | SLO  |
| 3     | Romano Battisti Simone Venier        | ITA  |

Finale: 30. Juni 2018

### Leichtgewichtseiner LM1x
| Platz | Athlet             | Land |
| ----- | ------------------ | ---- |
| 1     | Luka Radonić       | CRO  |
| 2     | Pedro Fraga        | POR  |
| 3     | Spyridon Giannaros | GRE  |

Finale: 30. Juni 2018

### Leichtgewichtsdoppelzweier LM2x
| Platz | Athlet                           | Land |
| ----- | -------------------------------- | ---- |
| 1     | Stefano Oppo Pietro Ruta         | ITA  |
| 2     | Ioannis Marokos Ninos Nikolaidis | GRE  |
| 3     | Afonso Costa Dinis Costa         | POR  |

Finale: 30. Juni 2018

## Ergebnisse Frauen

### Einer W1x
| Platz | Athlet                | Land |
| ----- | --------------------- | ---- |
| 1     | Aikaterini Nikolaidou | GRE  |
| 2     | Kiri Tontodonati      | ITA  |
| 3     | Virginia Díaz         | ESP  |

Finale: 30. Juni 2018

### Leichtgewichtseiner LW1x
| Platz | Athlet                | Land |
| ----- | --------------------- | ---- |
| 1     | Valentina Rodini      | ITA  |
| 2     | Thomais Emmanouilidou | GRE  |
| 3     | Natalia Gómez         | ESP  |

Finale: 30. Juni 2018

## Medaillenspiegel
| Platz | Land         | Gold | Silber | Bronze | Gesamt |
| ----- | ------------ | ---- | ------ | ------ | ------ |
| 01    | Italien      | 3    | 1      | 1      | 5      |
| 02    | Griechenland | 2    | 2      | 2      | 6      |
| 03    | Kroatien     | 1    | —      | —      | 1      |
| 04    | Portugal     | —    | 1      | 1      | 2      |
| 05    | Serbien      | —    | 1      | —      | 1      |
| 0     | Slowenien    | —    | 1      | —      | 1      |
| 07    | Spanien      | —    | —      | 2      | 2      |
| Total | Total        | 6    | 6      | 6      | 18     |